# 符存審
符 存審（ふ そんしん、862年 - 924年）は、唐末から五代十国時代の武人。もとの名は存。字は徳詳。陳州宛丘県の人。李克用の仮子となり、民間伝承や小説『残唐五代史演義』の中では配下の「十三太保」の一人として知られた。

## 生涯
陳州の牙将の符楚の子。知勇兼備と賞された。初め、光州刺史の李罕之に従い、小校を任された。李罕之が張全義に逐われると、符存は李克用に投じて仮子となり、李存審と改名した。李克用に従って、軍功により検校太保・忻州刺史・蕃漢副総管に進んだ。柏郷の役で、晋陽留守に任じられた。天祐15年（918年）、胡柳陂の役で銀槍兵を率いて奮戦し、李存勗軍の頽勢を挽回した。
後唐の同光元年（923年）、盧龍軍節度使・検校太師・中書令が加えられた。ところが、その功績が郭崇韜に嫉妬されたので、病を理由に休職した。同光2年（924年）、宣武軍節度使・諸道蕃漢馬歩総管に任じられたが、入朝前に幽州で死去した。
四男の符彦卿の娘のうち、2人は後周の世宗の皇后（宣懿皇后・宣慈皇后）になった。またもう1人が北宋の太宗の妻（懿徳皇后）になった。

## 家族

### 男子
1. 符彦超
2. 符彦饒
3. 符彦図
4. 符彦卿（中国語版）
5. 符彦能
6. 符彦琳
7. 符彦彝
8. 符彦倫
9. 符彦昇

## 伝記資料
- 『新五代史』
- 『旧五代史』
- 『資治通鑑』